# Septembre 1772
Le mois de septembre 1772 est le 9e mois de l'année 1772.

## Naissances
- 1er septembre
  - Anne Pitt (morte le 13 juin 1864), aristocrate et écrivaine anglaise
  - Louis Cyriac Striffler (mort le 5 juin 1834), militaire français
  - Pierre Bazire (mort le 10 décembre 1829), personnalité politique française
- 2 septembre : Jean Massieu (mort le 21 juillet 1846), enseignant sourd français
- 3 septembre
  - Jean-Baptiste Antoine Babron (mort le 14 mars 1841), officier de marine français
  - Jean François Xavier Larriu (mort le 31 décembre 1849), général français de la Révolution et de l’Empire
  - Nicola Tacchinardi (mort le 14 mars 1859), chanteur d'opéra italien
- 4 septembre
  - Charles-Ferdinand Morel (mort le 7 mai 1848), théologien et homme politique suisse
  - Charles Marie Benjamin d'Hautpoul (mort le 10 mars 1853), militaire français
- 6 septembre : Jean-François Toussaint (mort le 30 juin 1827), général français du Premier Empire
- 7 septembre : Pierre François Xavier Boyer (mort le 11 juillet 1851), militaire français, lieutenant-général
- 8 septembre : Manuel Lisa (mort le 12 août 1820), commerçant de fourrures et explorateur américain
- 9 septembre
  - Jacques Robert Souslier (mort le 18 décembre 1826), général français
  - Louis Didier Lecour (mort le 20 novembre 1849), personnalité politique française
- 10 septembre : Louis Antoine de Clarac (mort le 20 décembre 1854), personnalité politique française
- 12 septembre
  - Charles Saligny de San-Germano (mort le 25 février 1809), militaire français
  - Johann Friedrich von Meyer (mort le 28 janvier 1849), personnalité politique allemande
- 14 septembre
  - François Hippolyte Sairas (mort le 6 novembre 1847), homme politique français
  - Joseph Alois Gleich (mort le 10 février 1841), écrivain autrichien
- 15 septembre
  - Anne Nicolas Alexandre Texier (mort le 1er octobre 1846), personnalité politique française d'Eure-et-Loir
  - Friedrich Konrad Hornemann (mort le 9 février 1801), explorateur allemand
- 16 septembre : Jean-Baptiste Gabriel Béraud (mort le 11 février 1833), personnalité politique française
- 17 septembre
  - Clémence Lortet (morte le 15 avril 1835), botaniste et naturaliste française (1772-1835)
  - Jean-Baptiste Mollerat (mort le 9 mars 1855), chimiste et industriel français
  - Louis Chabert (mort le 6 mai 1831), général français
  - Mademoiselle Lange (morte le 25 mai 1816), actrice française
- 18 septembre
  - Martin Pierre d'Alvimare (mort le 13 juin 1839), compositeur français
  - William Molyneux (mort le 20 novembre 1838), politicien britannique
- 19 septembre
  - Felisberto Caldeira Brant (mort le 13 juin 1842), politicien brésilien
  - Vicente López Portaña (mort le 22 juillet 1850), peintre espagnol
- 21 septembre : Frederik Willem Floris Theodorus van Pallandt (mort le 14 février 1853), politicien belge
- 24 septembre
  - Frédéric François Guillaume de Vaudoncourt (mort le 2 mai 1845), général, écrivain et historien militaire français
  - Jean-Baptiste, Louis Amarithon De Montfleury (mort le 30 avril 1859), personnalité politique française
- 26 septembre : Marc-Louis Arlaud (mort le 1er mai 1845), peintre suisse
- 27 septembre
  - Adolphine von Werdeck (morte le 26 mars 1844), amie d'enfance d'Heinrich von Kleist
  - Antonio Casimir Cartellieri (mort le 2 septembre 1807), compositeur, violoniste et chef d'orchestre
  - Gordon Drummond (mort le 10 octobre 1854), général de l'armée britannique
  - Jean-Pierre Augereau (mort le 25 septembre 1836), lieutenant-général français
  - Martha Jefferson Randolph (morte le 10 octobre 1836), personnalité politique américaine
  - Sándor Kisfaludy (mort le 28 octobre 1844), poète hongrois
- 28 septembre : Guillaume-Michel-Jérôme Meiffren (mort le 27 septembre 1843), homme politique et ornithologue
- 29 septembre : Miguel Larreynaga (mort 28 avril 1847), philosophe nicaraguayen
- 30 septembre
  - Corneille Charles Six van Oterleek (mort le 3 juin 1833), homme politique du royaume uni des Pays-Bas
  - Niccola Nicolini (mort le 4 mars 1857), juriste italien, professeur de droit pénal à l'université de Naples

## Décès
- 5 septembre : Michel Joseph Froger de l'Éguille (né le 30 mars 1705), général français
- 15 septembre : Ludwig Christian Hesse (né le 8 novembre 1716), compositeur allemand
- 17 septembre : George Lee (né le 21 mai 1718), pair britannique
- 19 septembre : Henriette Louise de Bourbon-Condé (née le 14 janvier 1703), abbesse de Beaumont-lès-Tours
- 21 septembre : Jan Clifford (né le 11 juin 1710), homme politique néerlandais
- 27 septembre : James Brindley (né en 1716), ingénieur anglais
- 30 septembre : Jean-Louis Le Loutre (né le 26 septembre 1709), prêtre missionnaire dans la province royale de l'Acadie